# Maria Helena M. Galileo
Maria Helena M. Galileo, Maria Helena Mainieri Galileo, är en brasiliansk entomolog som specialiserat sig på skalbaggar, framförallt långhorningar.
Hon tog magisterexamen i botanik 1977 och doktorsexamen i zoologi 1986.
Auktorsnamnet Galileo, M.H.M. kan användas för Maria Helena M. Galileo i samband med ett vetenskapligt namn inom zoologin; se Wikipedia-artiklar som länkar till auktorsnamnet.
|  | Wikispecies har information om Maria Helena M. Galileo. |